# Bradarac, Aleksinac
Bradarac (izvirno srbsko Брадарац) je naselje v Srbiji, ki upravno spada pod Občino Aleksinac; slednja pa je del Niškega upravnega okraja.

## Demografija
V naselju živi 313 polnoletnih prebivalcev, pri čemer je njihova povprečna starost 55,0 let (52,4 pri moških in 57,5 pri ženskah). Naselje ima 120 gospodinjstev, pri čemer je povprečno število članov na gospodinjstvo 2,78.
|  |

| Demografija | Demografija     | Demografija     |
| Leto        | Št. prebivalcev | Št. prebivalcev |
| ----------- | --------------- | --------------- |
|             |                 |                 |
|             |                 |                 |
|             |                 |                 |
|             |                 |                 |
| 1948        | 721             |                 |
| 1953        | 742             |                 |
| 1961        | 730             |                 |
| 1971        | 647             |                 |
| 1981        | 573             |                 |
| 1991        | 454             | 444             |
| 2002        | 334             | 334             |
|             |                 |                 |

| Etnična sestava po popisu iz leta 2002 | Etnična sestava po popisu iz leta 2002 | Etnična sestava po popisu iz leta 2002 | Etnična sestava po popisu iz leta 2002 | Etnična sestava po popisu iz leta 2002 |
| -------------------------------------- | -------------------------------------- | -------------------------------------- | -------------------------------------- | -------------------------------------- |
| Srbi                                   | Srbi                                   |                                        | 318                                    | 95,20%                                 |
| Romi                                   | Romi                                   |                                        | 11                                     | 3,29%                                  |
| Neznano                                | Neznano                                |                                        | 2                                      | 0,59%                                  |